# Super Esporte
Super Esporte foi um telejornal esportivo brasileiro, exibido pela TV Gazeta, desde 2010, de segunda a sexta. Hoje, é quadro do Revista da Cidade.

## História
Estreou em 8 de junho de 2010, as vésperas da Copa do Mundo daquele ano, sendo exibido à noite, por volta das 22:00, horário em que os noticiários esportivos ficam restritos a TV fechada. O primeiro apresentador foi Thiago Oliveira. O programa tinha alguns bons índices de audiência, mas era criticado por ser exibido tarde demais. Por isso, em 2012, a emissora muda o horário e o jornal agora vai para o meio-dia, quando tem vários programas esportivos exibidos juntos.
No final de 2013 Thiago Oliveira deixa a emissora ao assinar com o SporTV. Em seu lugar, é chamada Anita Paschkes, que voltava do comando dos outros esportivos da casa, cobrindo licença-maternidade de Michelle Gianella. Em 2014, o programa muda de horário novamente, passando para as 10:30 da manhã. No dia 12 de outubro de 2015, a Gazeta deixa de produzir o Super Esporte como programa e o transforma em quadro do Revista da Cidade, exibido às 10:30.

## Apresentadores
- Thiago Oliveira (2010-2013)
- Anita Paschkes (2014-2015)